# Громобой (броненосен крайцер)
Громобой (на руски: Громобой) e броненосен крайцер на руския императорски и Съветския военноморски флот. Построен е в Санкт Петербург на стапелите на Балтийския завод. Проектът за крайцера е усъвършенствана версия на крайцера „Россия“. Той е последния крайцер от серията големи океански броненосни крайцери, който спрямо предшествениците му – „Рюрик“ и „Россия“ – има подобрена бронезащита и артилерия.
Вместо средна (по-слаба) парна машина за икономичен ход (както при „Россия“) при него са монтирани три машини с еднаква мощност.

## Строителство
Построен е в корабостроителницата на Балтийския завод в Санкт Петербург по подобрен проект на крайцера „Россия“. Заложен е на 7 май 1898 г., спуснат е на вода на 26 май 1899 г., влиза в строй през 1900 г.

## Конструкция
Напълно преработената схема на брониране на кораба и неговата силова установка кара конструкторите да проектират корпусът на крайцера практически наново. Бронирането на кораба е значително преработено – поставена е по-фективна бронева защита на артилериите на главния и средния калибри – каземати от 120-мм брони с 51-мм тилни и напречни прегради и допълнителна защита на оръдията от 51-мм бронещитове. Също така е усилена защитата на корпуса. Бронираният пояс получава постоянна дебелина равна на 152 мм, 102 мм към долния му ръб. Като, за сметка на използването на немска броня, се предполага достигане на по-голяма устойчивост срещу снарядите, отколкото е при 203-мм броня, използвана по-рано на сходния крайцер „Россия“. Бронята на казематите успява да защити само 2 оръдия на главния калибър от 4-те, и 12 152-мм оръдия от шестнадесетте. Към 1905 г. 6 75-мм оръдия на горната палуба са заменени със 152-мм оръдия в отделни каземати.

### Енергетична установка
Вместо средна машина за икономичех ход, както е на „России“, са поставени три машини с равна мощност. Енергетичната установка включва три четирицилиндрови парни машини с тройно разширение и обща индикаторна мощност 14 500 к.с. на 120 об/мин, разчетени за достигането от крайцера на 19-възлова скорост; три трилопастни гребни винта. На изпитанията машините развиват 15 496 к.с. (11 555 кВт) и крайцерът развива на мерната миля 20,1 възела. Носовото машинно отделение, където са разположени бордовите машини, е разделено от 9,5-мм надлъжна преграда. Парата се изработва в 32 водотръбни котела „Белвил“ (работно налягане 17 кг/см²) модел 1894 г., поставени в четири котелни отделения.

## История на службата
Веднага след влизането в строй „Громобой“ е преведен в Далечния изток и влиза в състава на Тихоокеанската ескадра (пристига във Владивосток на 30 юни 1901 г.).
В състава на Владивостокския отряд крайцери участва в Руско-японската война.
На 14 август 1904 г. (по нов стил) по време на боя в Корейския пролив (заедно с крайцерите „Россия“ и „Рюрик“ си пробива път от Владивосток към Порт Артур на помощ на ескадрата на контраадмирал Витгефт), крайцера получава сериозни повреди; загубите сред личния състав са: 91 убити и 185 ранени, сред убитите е и младшия щурмански офицер, мичманът С.С. Гусевич. По време на боя капитанът на „Громобой“ Н. Д. Дабич е ранен. По време на боя на борда е и корабният свещеник – йеромонах отец Георгий (Федоров). На крайцера са извадени от строя две оръдия на главния калибър, също е повреден корпусът на съда. Сумарно „Громобой“ получава повреди от попаденията на примерно тридесет 203 мм и 152 мм снаряда.
На 13 октомври 1904 г. търпи крушение в залива Посет и до края на февруари 1905 г. е в ремонт. На 24 май 1905 г. се натъква на мина до остров Русский, Приморски край и е отремонтиран към септември 1905 г.
След войната се връща в Балтийско море; участва в Първата световна война. По време на ремонт, в периода 1915 – 1916 г. артилерийското въоръжение на крайцера е усилено до 6 – 203 mm и 20 – 152 mm оръдия. През юни 1916 г. участва в престрелка с германски миноносци.
В края на 1918 г. е законсервиран в Кронщат. През 1922 г. е продаден за скрап в Германия, но при буксировката е изхвърлен на брега до пристанището на Лиепая и е разкомплектован на мястото на аварията.

## Командири на кораба
- 1898 – 1902 – капитан 1-ви ранг Карл Петрович Иессен, впоследствие вицеадмирал на флота.
- 1902 – 1904 – капитан 1-ви ранг (от 11.08.1904 и флигел-адютант) Николай Дмитриевич Дабич, впоследствие вицеадмирал на флота.
- 1904 – капитан 1-ви ранг Алексей Петрович Угрюмов, впоследствие вицеадмирал, а от 1 юни 1915 г. началник на Главно управление по корабостроене.
- 1904 – 1906 – капитан 1-ви ранг Лев Алексеевич Брусилов, впоследствие вицеадмирал и един от главните инициатори за създаването и първи началник на Морския генерален щаб.
- 1906 – 1907 – капитан 1-ви ранг Алексей Павлович Дячков.
- 1910 – 1913 – капитан 1-ви ранг Андрей Семенович Максимов, впоследствие вицеадмирал, командвал Балтийския флот и началник на морския щаб на върховния главнокомандващ. След Октомврийската революция минава на страната на новата власт.
- 1913 – 19?? – капитан 1-ви ранг Титов, А. П.
- 1917 – ???? – капитан 1-ви ранг Владимир Степанович Вечеслав.

### Други длъжности
- 1888 – 1889 г. старши офицер е капитан 2-ри ранг И. А. Виноградский[3]